# Demonax levipes
Demonax levipes là một loài bọ cánh cứng trong họ Cerambycidae.